# Isabella Shinikova
Isabella Shinikova (Sofia, 25 oktober 1991) is een tennisspeelster uit Bulgarije. 
Shinikova begon met tennis toen zij zeven jaar oud was. Haar favoriete ondergrond is hardcourt. Zij speelt rechtshandig en heeft een tweehandige backhand. Zij is actief in het proftennis sinds 2009.

## Loopbaan

### Enkelspel
Shinikova debuteerde in 2008 op het ITF-toernooi van Roese (Bulgarije). Zij stond in 2010 voor het eerst in een finale, op het ITF-toernooi van Dobritsj (Bulgarije) – zij verloor van de Montenegrijnse Danka Kovinić. In 2012 veroverde Shinikova haar eerste titel, op het ITF-toernooi van Amiens (Frankrijk), door de Belgische Ysaline Bonaventure te verslaan. Tot op heden(februari 2017) won zij achttien ITF-titels, de meest recente in 2016 in Stockholm (Zweden).
Met haar acht gewonnen enkelspeltitels in 2015 werd Shinikova eerste op het ITF-leaderboard van 2015.
In 2016 kwalificeerde Shinikova zich voor het eerst voor een WTA-hoofdtoernooi, op het toernooi van Katowice. Haar beste resultaat op de WTA-toernooien is het bereiken van de tweede ronde op het toernooi van Boekarest in juli 2016. Daarmee kwam zij binnen in de top 150 van de WTA-ranglijst.

### Dubbelspel
Shinikova was in het dubbelspel minder actief dan in het enkelspel, maar won er niettemin méér ITF-titels. Zij debuteerde in 2008 op het ITF-toernooi van Sofia (Bulgarije), samen met landgenote Julia Stamatova. Zij stond in 2010 voor het eerst in een finale, op het ITF-toernooi van Prokuplje (Servië), samen met de Sloveense Jelena Durišič – zij verloren van het Roemeense duo Camelia Hristea en Ionela-Andreea Iova. Een maand later veroverde Shinikova haar eerste titel, op het ITF-toernooi van Istanbul (Turkije), samen met de Turkse Başak Eraydın, door het duo Fatma Al Nabhani en Magali de Lattre te verslaan. Tot op heden(februari 2017) won zij 25 ITF-titels, de meest recente in 2016 in Dobritsj (Bulgarije).
In 2013 speelde Shinikova voor het eerst op een WTA-hoofdtoernooi, op het toernooi van Bad Gastein, samen met landgenote Elitsa Kostova. Haar beste resultaat op de WTA-toernooien is het bereiken van de tweede ronde, op het toernooi van Boekarest in 2016.

### Tennis in teamverband
In de periode 2012–2017 maakte Shinikova deel uit van het Bulgaarse Fed Cup-team – zij behaalde daar een winst/verlies-balans van 8–9.

## Posities op deWTA-ranglijst
Positie per einde seizoen:
| jaar | rang enkelspel | rang dubbelspel |
| ---- | -------------- | --------------- |
| 2009 | –              | 1029            |
| 2010 | 719            | 620             |
| 2011 | 350            | 378             |
| 2012 | 349            | 293             |
| 2013 | 343            | 309             |
| 2014 | 410            | 274             |
| 2015 | 330            | 331             |
| 2016 | 136            | 233             |